# Oberehe-Stroheich
Oberehe-Stroheich település Németországban, Rajna-vidék-Pfalz tartományban. Lakosainak száma 326 fő (2023. december 31.).

## Népesség
A település népességének változása:
| Lakosok száma | 307  | 289  | 289  | 307  | 325  | 326  |
|               | 1975 | 2017 | 2019 | 2021 | 2022 | 2023 |